# Pastoratshof
Pastoratshof ist eine Ortschaft in Radevormwald im Oberbergischen Kreis im nordrhein-westfälischen Regierungsbezirk Köln in Deutschland.

## Lage und Beschreibung
Pastoratshof liegt im Norden von Radevormwald in der Nähe der Grenze des Stadtgebietes von Ennepetal an der Kreisstraße 8. Die Nachbarorte sind Langenkamp, Vorm Baum und Brebach.
Im Süden des Ortes entspringt der Pastoratshofer Bach, welcher bei Im Wildental in den Spreeler Bach mündet.
Politisch im Stadtrat von Radevormwald vertreten wird der Ort durch den Direktkandidaten des Wahlbezirks 170.
Bis zum 31. März 2021 befand sich dort eine Senioren-WG mit neun Bewohnern. Diese wurden betreut von Mitarbeitern der Diakoniestation Radevormwald. Seit dem 1. April 2021 seht das Haupthaus leer, die übrigen Wohnungen werden von der Ev. Kirchengemeinde Remlingrade-Dahlerau vermietet.

## Geschichte
1383 bzw. 1384 wird der Ort erstmals genannt. In kirchlichen Unterlagen über die „Stiftung des Hofes an die Liebfrauenvikarie in Remlingrade“. ist die Rede von einem „Hof in dem Dorp Remlingrade“. 1715 lautet die Ortsbezeichnung „Pastorshof“, 1824 „Pastorhof“ und in der topografische Karte von 1892 bis 1894 ist daraus „Pastorathof“ geworden. Die Ausgabe der topografischen Karte von 1988 nennt schließlich „Pastoratshof“.
1815/16 besaß der Ort zwölf Einwohner. 1832 gehörte der Ort zum Kirchspiel Remlingrade des ländlichen Außenbezirks der Bürgermeisterei Radevormwald. Der laut der Statistik und Topographie des Regierungsbezirks Düsseldorf als Weiler kategorisierte Ort besaß zu dieser Zeit zwei Wohnhäuser und ein landwirtschaftliches Gebäude. Zu dieser lebten Zeit 10 Einwohner im Ort, alle evangelischen Glaubens. 1888 sind in dem Gemeindelexikon der Rheinprovinz zwei Wohnhäuser mit 18 Einwohnern verzeichnet.